# せら夢公園

せらワイナリー

せら夢公園（せらゆめこうえん）は、広島県世羅郡世羅町にある「せら県民公園」と「せらワイナリー」からなる施設の総称である。

## 概要
世羅町で栽培されたぶどうをつかってせらワインをつくる「せらワイナリー」と7つのゾーンからなる「せら県民公園」施設。
入場料は無料。

## 沿革
2006年（平成18年）4月に開園。

### 年表
- 2007年（平成19年）
  - この年、足湯館が完成。
- 2008年（平成20年）
  - この年、自然観察園が完成。
- 2013年（平成25年）
  - 4月、公園管理センター隣に屋根付き休憩所（事業費約2,100万円）が完成[1]。

## 施設
せらワイナリーとせら県民公園にわかれている。
せらワイナリーではワインの製造をおこなっている。せら県民公園からは徒歩約5分の距離。
せら県民公園は7つのゾーンにわかれており、公園の中心となる玄関広場で円形広場の「交流広場」健康スポーツやレクレーション・地域イベント・遠足等の離合集散など多様な利用が可能な「多目的広場」世羅高原をミニチュア化し、地域の歴史・文化・観光施設を紹介した「せらミニチュアガーデン 」グラウンドゴルフ等のファミリースポーツが楽しめる「レクレーション広場 」美しい草原でピクニックや休養、軽スポーツなど多目的な利用ができる「のんびり草原 」標高500mから眺望の良い原っぱの中で、遊具遊びなど、 子どもたちが楽しめる「展望広場」世羅台地で見られる多様な動植物を保全し、その観察や育成活動を通じて、自然のなりたちや生きものの不思議を学ぶことができる「自然観察園」となっている。

### 規模
約27ヘクタール

## 周辺
付近一帯は、標高が高く、世羅高原で農園が多く集まっている。

### 交通
- JR尾道駅から中国バスで50分→甲山営業所下車→タクシーで15分
- JR三原駅から中国バスで60分→甲山営業所下車→タクシーで15分
- 山陽自動車道三原久井ICより→県道三原東城線→国道184号→世羅高原ふれあいロード→フルーツロード経由50分
- 中国自動車道三次ICより→国道184号線→フルーツロード経由50分